# Almirante Tamandaré do Sul
Pour les articles homonymes, voir Almirante Tamandaré (homonymie).
Almirante Tamandaré do Sul est une ville brésilienne du Nord-Ouest de l'État du Rio Grande do Sul, faisant partie de la microrégion de Carazinho et située à 316 km au nord-ouest de Porto Alegre, capitale de l'État. Elle se situe à une latitude de 28° 06′ 51″ sud et à une longitude de 52° 54′ 50″ ouest. Sa population était estimée à 2 158, pour une superficie de 265 km2.

## Villes voisines
- Nova Boa Vista
- Sarandi
- Coqueiros do Sul
- Carazinho
- Chapada